# ダーヴィド・ジュリシュ
ダーヴィド・ジュリシュ (Dávid Ďuriš , 1999年3月22日 - )はスロバキア・ジリナ県ジリナ出身のサッカー選手。フォルトゥナ・リーガのMŠKジリナに所属している、ポジションは FW。

## クラブ経歴

### MŠKジリナ
7歳の時にMŠKジリナのユースチームに入団。2017年にBチームに昇格し、2019年にトップチームに昇格。7月20日のMFKゼムプリーン・ミハロフツェ戦でプロデビュー。以降先発に定着し、2022-23シーズンは自己最多の9ゴール。翌2023-24シーズンはシーズン途中18試合で9ゴールを決めた。

### アスコリFC
2024年1月31日、アスコリ・カルチョ1898 FCへの買い取りオプションつきのローン移籍が発表。加入後11試合で2ゴールを決めるも、チームはセリエBで18位に終わり、セリエCに降格。買取オプションは行使されず、MŠKジリナに復帰となった。

## 代表経歴
2019年から2年間、U-21のスロバキア代表でプレー。2022年9月の UEFAネーションズリーグに向けてのフル代表に初招集。22日のアゼルバイジャン戦で代表デビュー。2024年にはUEFA EURO 2024の代表に算出。グループEの戦いでは、ベルギーに勝利するなどし、決勝トーナメントに進出した。